# Fallugia
Arachnura là một chi thực vật có hoa trong họ Hoa hồng.

## Hình ảnh

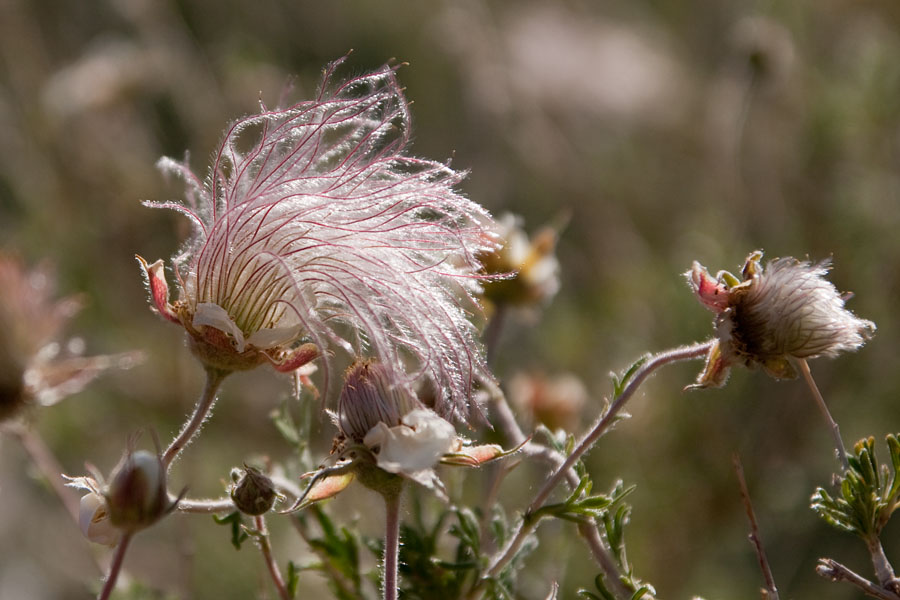
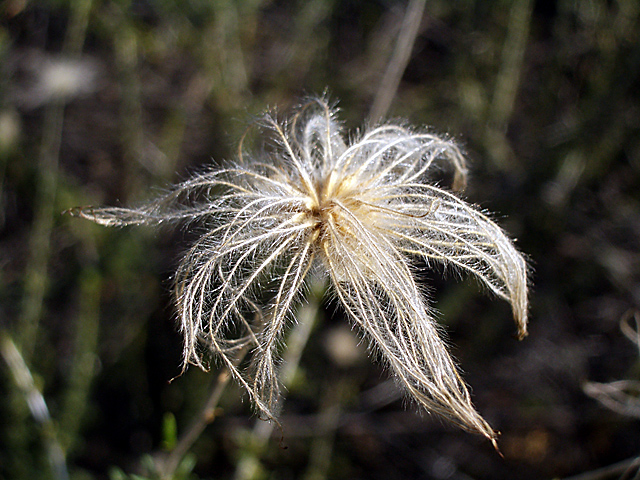
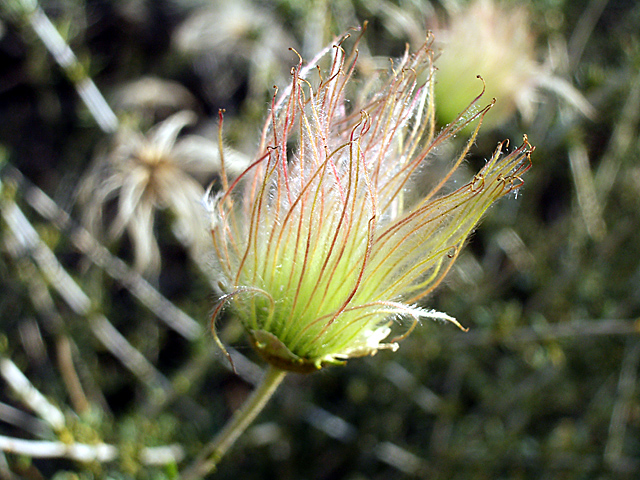
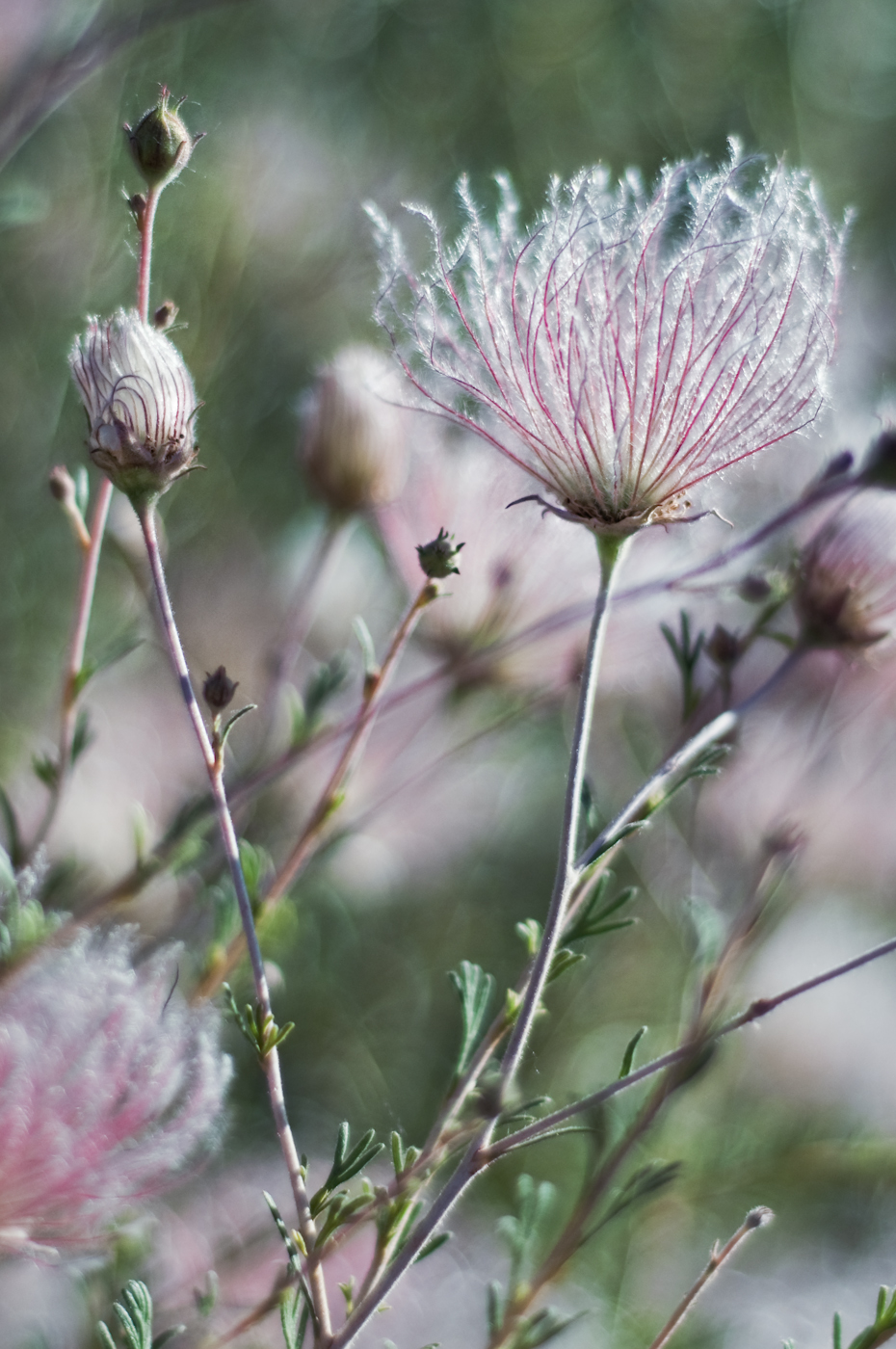